# Рогожа, Виталий Дмитриевич
Вита́лий Дми́триевич Рого́жа (род. 26 октября (24 ноября) 1947, с. Мураховка, Березнеговатский район, Николаевская область, Украинская ССР) — украинский поэт, прозаик, драматург. Автор романов «Запороги: роман-трилогия» ч.1 «Петр Сагайдачный», ч.2 «Богдан Хмельницкий», ч.3 «Иван Мазепа».
Роман «Запороги: роман-трилогия» ч. 1 «Петр Сагайдачный» отмечен премией Президента Украины "Украинская книга года" 2015 года

## Биография
Виталий Рогожа родился 26 октября 1947 года в селе Мураховка, Березнеговатского района, Николаевской области. Но по семейным обстоятельствам в свидетельстве о рождении стоит дата 24 ноября.
Стихи начал писать ещё в школе, после окончания которой приехал в Николаев, работал на заводе имени 61-го Коммунара. Окончил Одесский инженерно-строительный институт.